# Sonorella rinconensis
Sonorella rinconensis är en snäckart som beskrevs av Henry Augustus Pilsbry och James Henry Ferriss 1910. Sonorella rinconensis ingår i släktet Sonorella och familjen Helminthoglyptidae. Inga underarter finns listade i Catalogue of Life.